# Kriegspersonenschädengesetz
Das Gesetz über den Ersatz der durch den Krieg verursachten Personenschäden (Personenschädengesetz) von 1920, in der Fassung der Bekanntmachung von 1927 Kriegspersonenschädengesetz war ein Gesetz zur Entschädigung von Zivilpersonen.
Es gewährte Reichsangehörigen, die durch den Ersten Weltkrieg innerhalb oder außerhalb des Reichsgebiets Schädigungen an Leib oder Leben erlitten hatten und nicht zu dem vom Reichsversorgungsgesetz (RVG) abgedeckten Personenkreis gehörten, rückwirkend zum 1. April 1920 Versorgung für sich und ihre Hinterbliebenen in entsprechender Anwendung des RVG. Einer Dienstbeschädigung nach dem RVG standen insbesondere solche Personenschäden gleich, die unmittelbar durch Kriegshandlungen in- oder ausländischer Streitkräfte, Flucht und Vertreibung oder die Heranziehung zu einem Arbeitsdienst verursacht worden waren (§ 2 KPSG). Für die Zeit ab dem 1. April 1920 galt das Personenschädengesetz auch für Schäden an Leib und Leben im Sinne des Gesetzes über die durch innere Unruhen verursachten Schäden vom 12. Mai 1920 (§ 18 KPSG). Denn die Reichsregierung wollte die Tumultpersonenschäden in möglichst gleicher Weise wie die durch den Krieg verursachten Militär- und Zivilpersonenschäden regeln.
Das sog. Tumultschädengesetz regelte die Ersatzansprüche für Schäden an beweglichem und unbeweglichem Eigentum sowie an Leib und Leben, die im  Zusammenhang mit inneren Unruhen durch offene Gewalt oder durch ihre Abwehr verursacht worden waren.
Das Reichsversorgungsgericht definierte den Begriff der "inneren Unruhen" dahingehend, dass sich von innen heraus Bewegungen entwickeln müssten, welche über eine enge räumliche Abgrenzung oder einen begrenzten Personenkreis hinaus die Ruhe weiter Volksschichten stören, und zwar ohne Unterschied der Beweggründe. Es komme auf den Umfang der Auswirkungen und damit auf die Einwirkung auf das normale öffentliche Leben an. Es müssten weite
Bevölkerungsschichten mit dem Gefühl der Sorge um die öffentliche Sicherheit, Ruhe und Ordnung erfüllt werden.
Diese Definition umfasste die Ereignisse in der frühen Weimarer Republik wie den Kapp-Lüttwitz-Putsch und den anschließenden Aufstand der Roten Ruhrarmee.
Auf Personen, denen für Schäden an Leib und Leben im Zusammenhang mit inneren Unruhen durch offene Gewalt oder deren Abwehr Leistungen nach dem KPSG zuerkannt worden waren,  ist seit 1950 das Bundesversorgungsgesetz entsprechend anzuwenden (§ 82 Abs. 1 Nr. 1a BVG).